# Франсис Дери
Франсес (Франциска) Дери (на немски: Frances (Franziska) Deri), по баща Херц) е немски психоаналитик.

## Биография
Родена е през 1881 година във Виена, Австро-Унгария, в семейство на еврейския търговец Ото Херц и Франциска Нойсер. Започва да учи социология и психология във Виена и ги завършва през 1902 г. От там се премества в Берлин и се омъжва за историка на изкуството Макс Дери (1878 – 1937).
Франсиска започва своята обучителна анализа през 1921 – 1922 г. с Карл Абрахам, а от 1926 записва да учи психоанализа в Берлинския психоаналитичен институт. Там влиза в кръга на Ото Фенихел. Между 1926 и 1929 г. провежда втора обучителна анализа с Ханс Закс и с контролен аналитик Карен Хорни. В периода 1930 – 1932 работи като аналитик в санаториума на Ернст Симел – Шлос Тегел. През 1932 г. е приета в Берлинското психоаналитично общество.
С идването на Адолф Хитлер на власт през 1933 г. Дари емигрира в Чехословакия, където участва в изграждането на Пражката психоаналитична асоциация. Става неин директор до 1935. Пражката група се присъединява към Виенското психоаналитично общество като Дери е негов член от 1934 г. Тя превежда някои от работите на Зигмунд Фройд на чешки език.
През 1936 г. Ернст Симел вика Дери в Лос Анджелис и тя заминава. Там влиза в Лосанджелиската психоаналитична изследователска група, която през 1942 се присъединява към Психоаналитично общество на Сан Франциско. Тъй като няма медицинско образование тя остава само почетен член на новото общество (виж Лаическа анализа).
Умира през 1971 година в Лос Анджелис на 90-годишна възраст.